# Meromacrus ghilianii
Meromacrus ghilianii är en tvåvingeart som beskrevs av Camillo Rondani 1848. Meromacrus ghilianii ingår i släktet Meromacrus och familjen blomflugor. Inga underarter finns listade i Catalogue of Life.